# Lycaste schilleriana
Lycaste schilleriana är en orkidéart som beskrevs av Heinrich Gustav Reichenbach. Lycaste schilleriana ingår i släktet Lycaste och familjen orkidéer. Inga underarter finns listade i Catalogue of Life.

## Bildgalleri

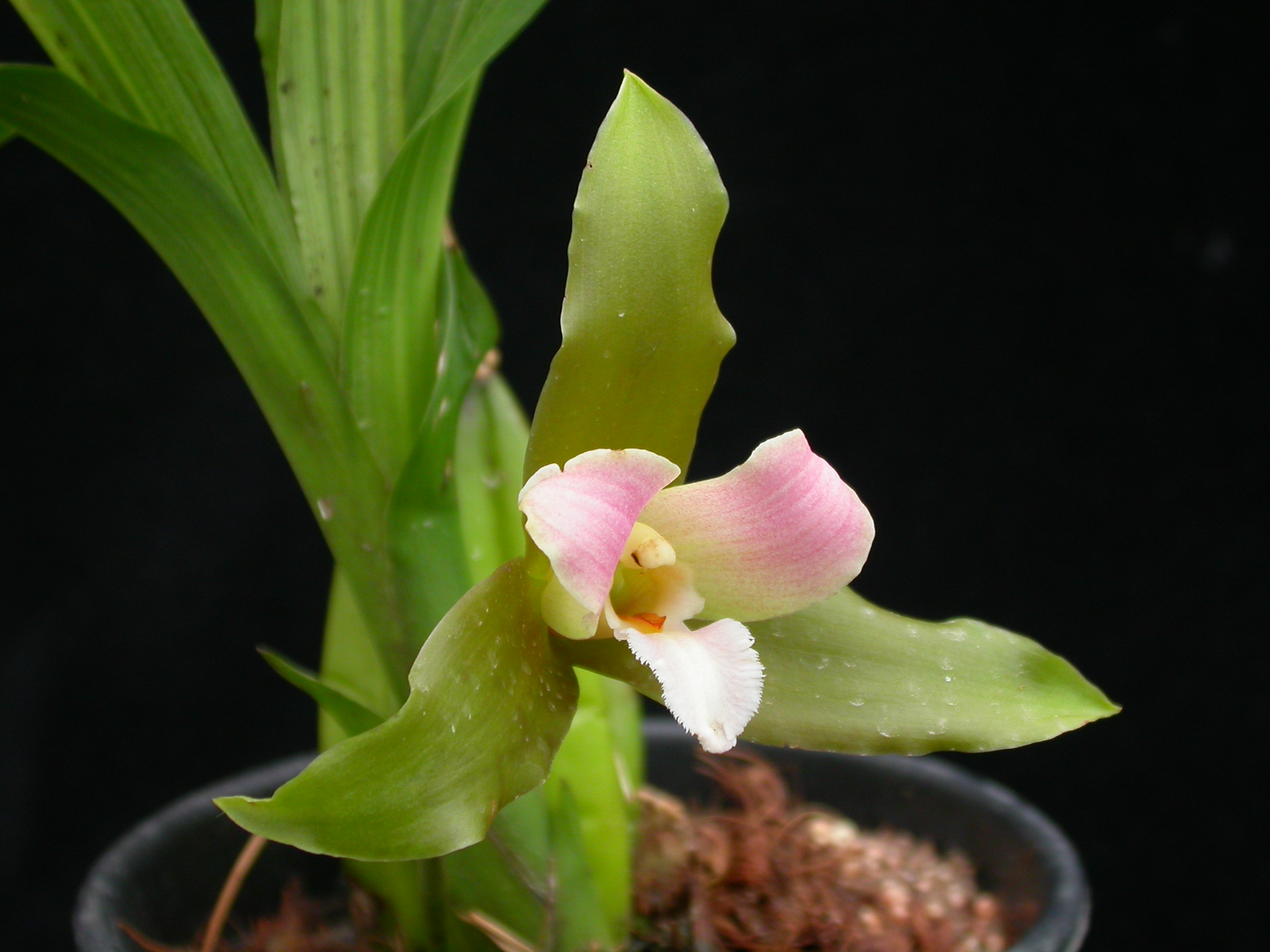
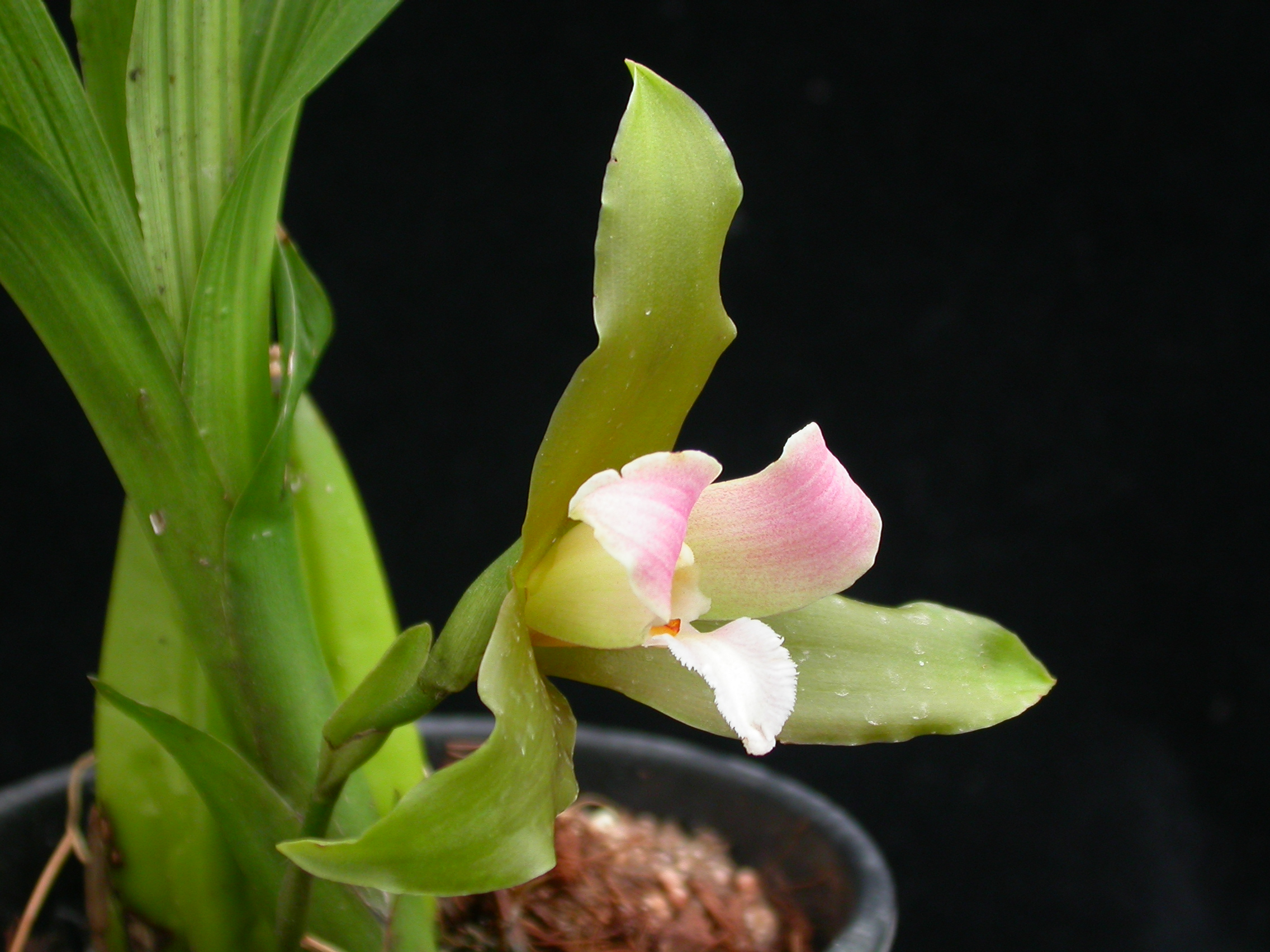
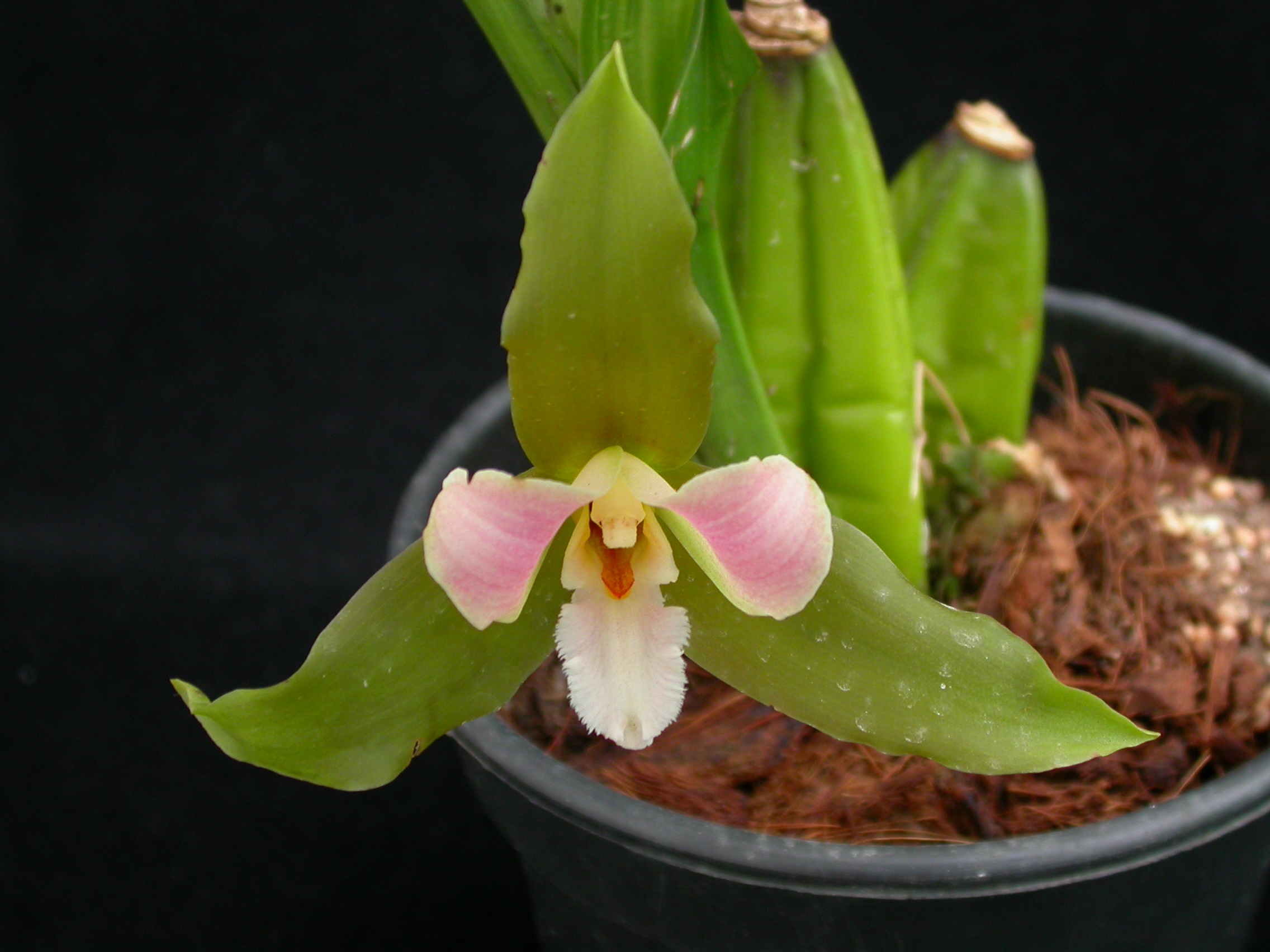
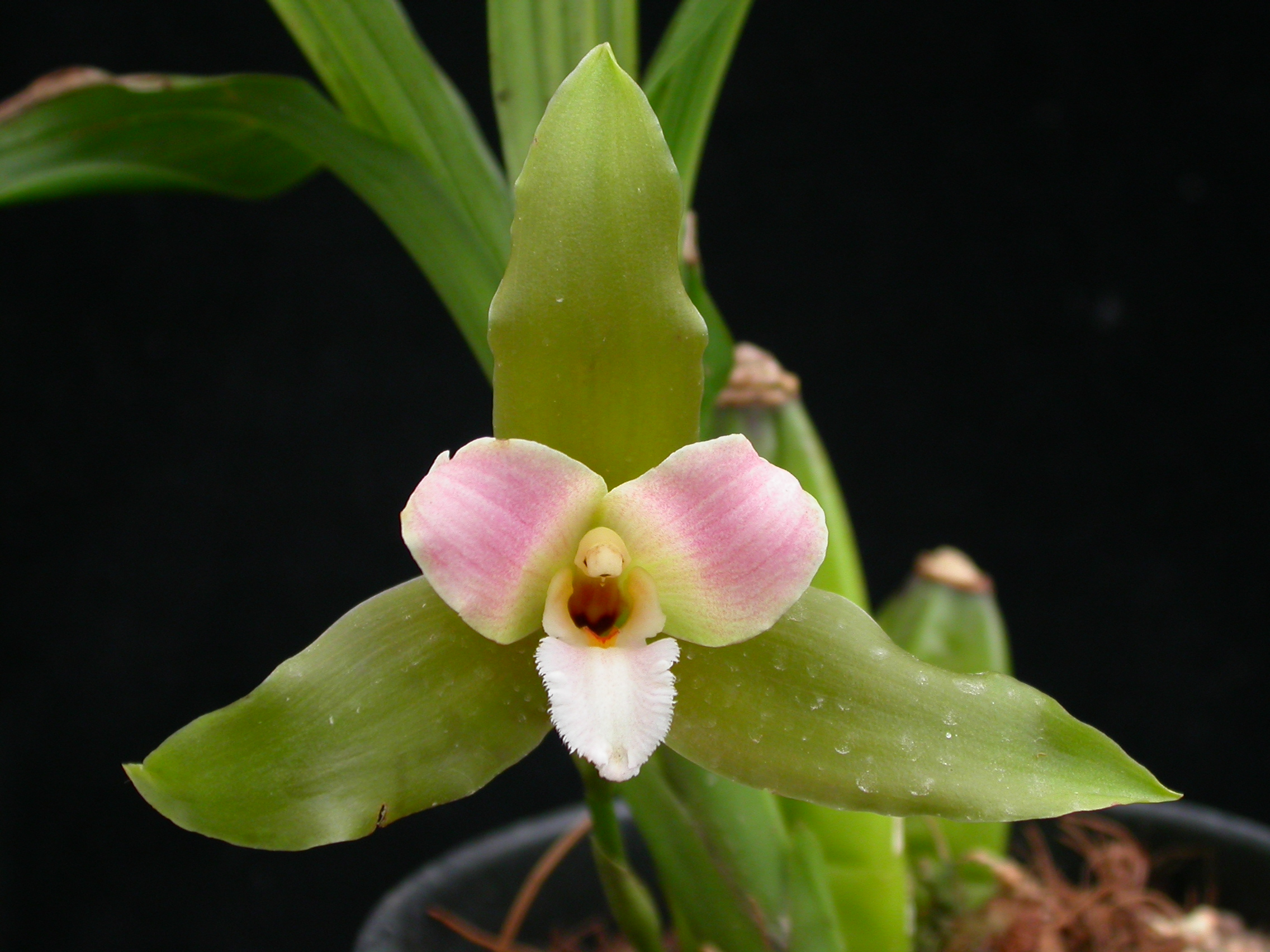
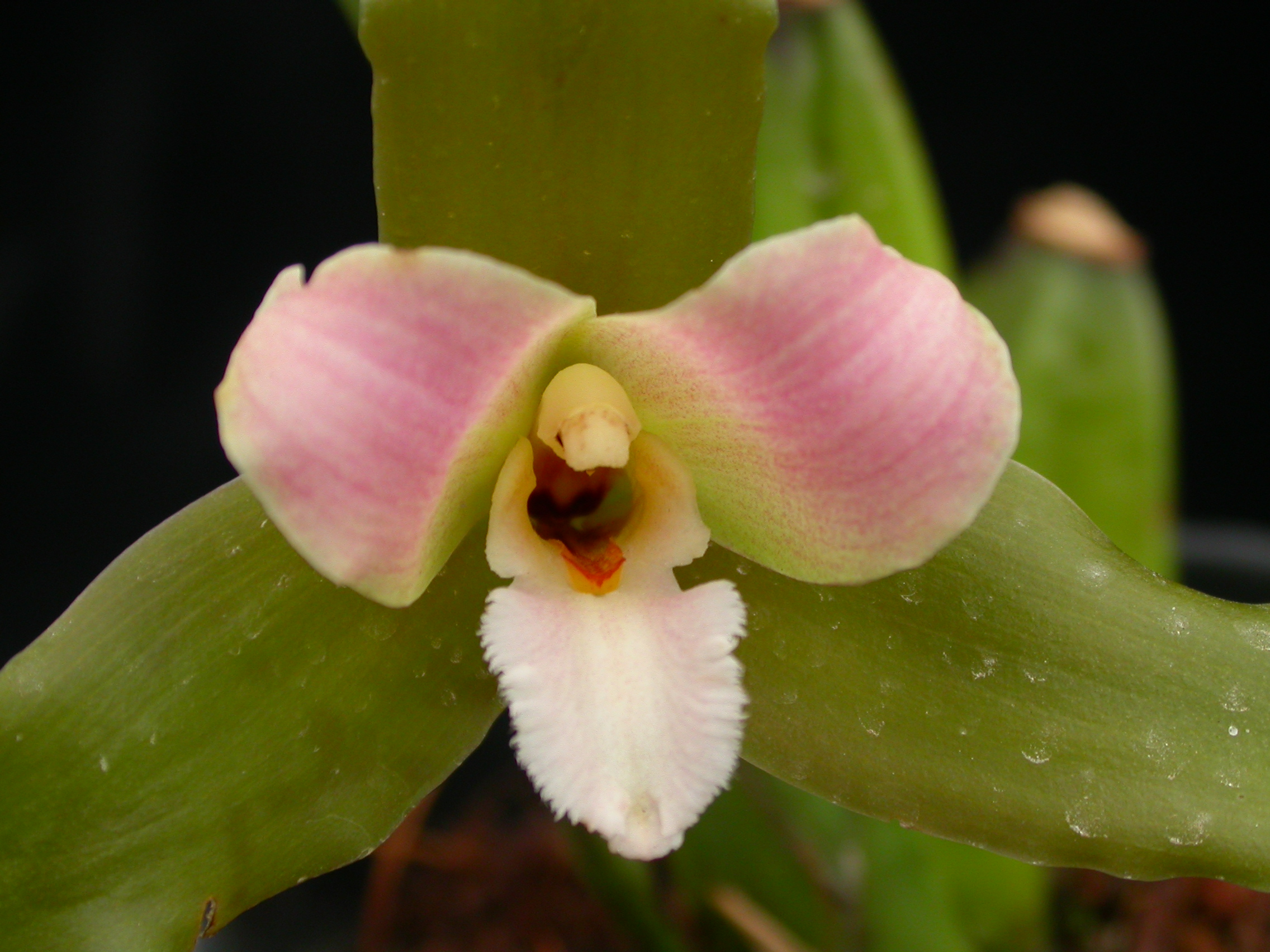